# Paul Schulze
Paul Schulze (22 de outubro de 1882, data de morte desconhecida) foi um ciclista de pista alemão.
Schulze competiu por seu país em quatro provas de ciclismo nos Jogos Olímpicos de 1908, realizados em Londres, na Grã-Bretanha.